# Quiz Show
Quiz Show – amerykański dramat z 1994 roku w reżyserii Roberta Redforda.

## Fabuła
Film opowiada autentyczną historię medialnego skandalu, który wydarzył się w latach 50. w Stanach Zjednoczonych.
Herbie Stempel z łatwością wygrywa w kolejnych odcinkach teleturnieju "Dwadzieścia jeden" (ang. Twenty One). W pewnym momencie oglądalność zaczyna spadać, więc Stemple zostaje skłoniony do podłożenia się. Czyni to, po obietnicy, że pozostawią go w telewizji. Podczas teleturnieju, w trakcie potyczki z Charlesem Van Dorenem, mającym być nową twarzą programu, nie odpowiada na proste pytanie i przegrywa.
Stacja jednak nie daje miejsca Stempelowi w obiecanym programie, a ten straciwszy swoje pieniądze u bukmachera i widzący panoszącego się bez skrupułów Van Dorena, wstępuje na drogę prawną przeciwko telewizji.
Sprawa nie ujrzałaby światła dziennego, gdyby nie zaczął interesować się nią młody prawnik, Dick Goodwin.

## Obsada
- John Turturro jako Herbie Stempel
- Rob Morrow jako Dick Goodwin
- Hank Azaria jako Albert Freedman
- Ralph Fiennes jako Charles Van Doren
- Paul Scofield jako Mark Van Doren
- Christopher McDonald jako Jack Barry
- David Paymer jako Dan Enright
- Mira Sorvino jako Sandra Goodwin
- Martin Scorsese jako Martin Rittenhome
- Barry Levinson jako Dave Garroway
- Calista Flockhart jako Barnard Girl

## Nagrody i nominacje
Oscary za rok 1994
- Najlepszy film – Michael Jacobs, Julian Krainin, Michael Nozik, Robert Redford (nominacja)
- Najlepsza reżyseria – Robert Redford (nominacja)
- Najlepszy scenariusz adaptowany – Paul Attanasio (nominacja)
- Najlepszy aktor drugoplanowy – Paul Scofield (nominacja)

Złote Globy 1994
- Najlepszy dramat (nominacja)
- Najlepsza reżyseria – Robert Redford (nominacja)
- Najlepszy aktor drugoplanowy – John Turturro (nominacja)
- Najlepszy scenariusz – Paul Attanasio (nominacja)

Nagrody BAFTA 1994
- Najlepszy scenariusz adaptowany – Paul Attanasio
- Najlepszy film – Michael Jacobs, Julian Krainin, Michael Nozik, Robert Redford (nominacja)
- Najlepszy aktor drugoplanowy – Paul Scofield (nominacja)